# Resolución 1936 del Consejo de Seguridad de las Naciones Unidas
La Resolución 1936 del Consejo de Seguridad de Naciones Unidas, aprobada el 5 de agosto de 2010, decidía prorrogar el mandato de la Misión de Asistencia de las Naciones Unidas para Irak (UNAMI) hasta el 31 de julio de 2011. Acordaba también que el representante especial del secretario general y la UNAMI siguiesen cumpliendo su mandato con conformidad a lo dispuesto en la Resolución 1883 del Consejo de Seguridad, con la posibilidad de que este mandato pudiese ser revisado por el gobierno de Irak incluso antes de que expirase.
La resolución, que fue aprobada por unanimidad, se produjo después de que el secretario general presentara un informe sobre Irak haciendo especial énfasis en la importancia de la misión de la UNAMI en la evolución política del país a pesar del entorno de extrema violencia en el que se desarrollaba.